# Otočić Oključ
Otočić Oključ är en ö i Kroatien.   Den ligger i länet Šibenik-Knins län, i den södra delen av landet, 240 km söder om huvudstaden Zagreb. Arean är 0,50 kvadratkilometer.
Terrängen på Otočić Oključ är platt. Öns högsta punkt är 53 meter över havet. Den sträcker sig 1,2 kilometer i nord-sydlig riktning, och 1,0 kilometer i öst-västlig riktning.